# Pseudophilautus adspersus
Pseudophilautus adspersus é uma espécie de anfíbio da família Rhacophoridae. Foi endémica da Sri Lanka.
Reprodução
As femêas desta espécie davam a luz entre dezembro e fevereiro. Os machos as atraiam para a agua com coaxares alto e um pouco roucos. A femêa atraída seguia o macho para o fundo, onde acontecia a união. Os óvulos eram fertilizados e o casal separava-se logo em seguida. A femêa  cuidava ate que os girinos eclodissem e começassem a nadar.